# Fly Me to the Moon
Pour les articles homonymes, voir Fly Me to the Moon (homonymie).
Clip vidéo
[vidéo] « Frank Sinatra - Fly Me To The Moon », sur YouTube
[vidéo] « Frank Sinatra - Fly Me To The Moon - Premier pas sur la lune du 20 juillet 1969 - Apollo 11 (NASA) », sur YouTube
Fly Me to the Moon (en français « emmène-moi sur la Lune ») est un standard de jazz américain, chanson écrite et composée par Bart Howard en 1954,. La version de Frank Sinatra dans son album It Might as Well Be Swing (en) enregistrée en 1964 est une des plus célèbres.

## Histoire

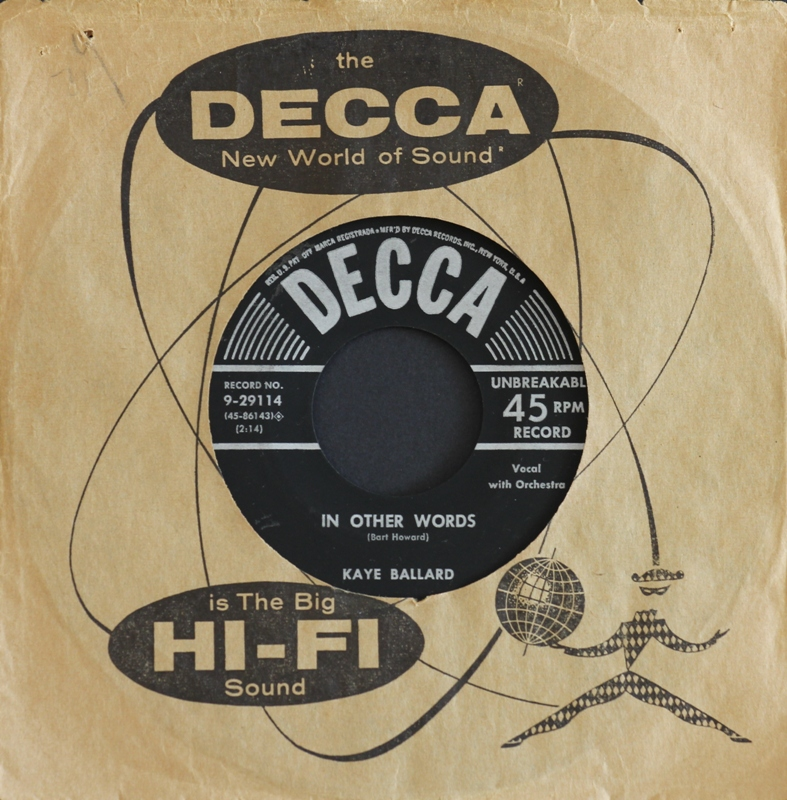
Premier single In Other Words de Kaye Ballard (1954).

Bart Howard écrit et compose cette chanson sur le thème d'une déclaration d'amour, sous le titre initial In Other Words (en d'autres termes) « Emmène moi jusqu'à la Lune, laisse-moi jouer parmi les étoiles, laisse-moi voir à quoi ressemble le printemps, sur Jupiter et Mars, en d'autres mots, prends ma main, en d'autres mots, bébé embrasse-moi…, en d'autres termes, je t'aime… ». Il accompagne alors au piano la chanteuse américaine Felicia Sanders (en), qui l’interprète en particulier sur la scène du club de jazz The Blue Angel (New York nightclub) (en) de Manhattan de New York. Elle est enregistrée pour la première fois en single par Kaye Ballard (en) chez Decca Records en 1954. Le thème musical reprend celui du quintette pour piano de Gabriel Fauré.

## Reprises
Peggy Lee la reprend sous le nom Fly Me to the Moon (première phrase de la chanson) pour son album Pretty Eyes (en) de 1960, titre adopté par la suite par les nombreuses reprises ultérieures.

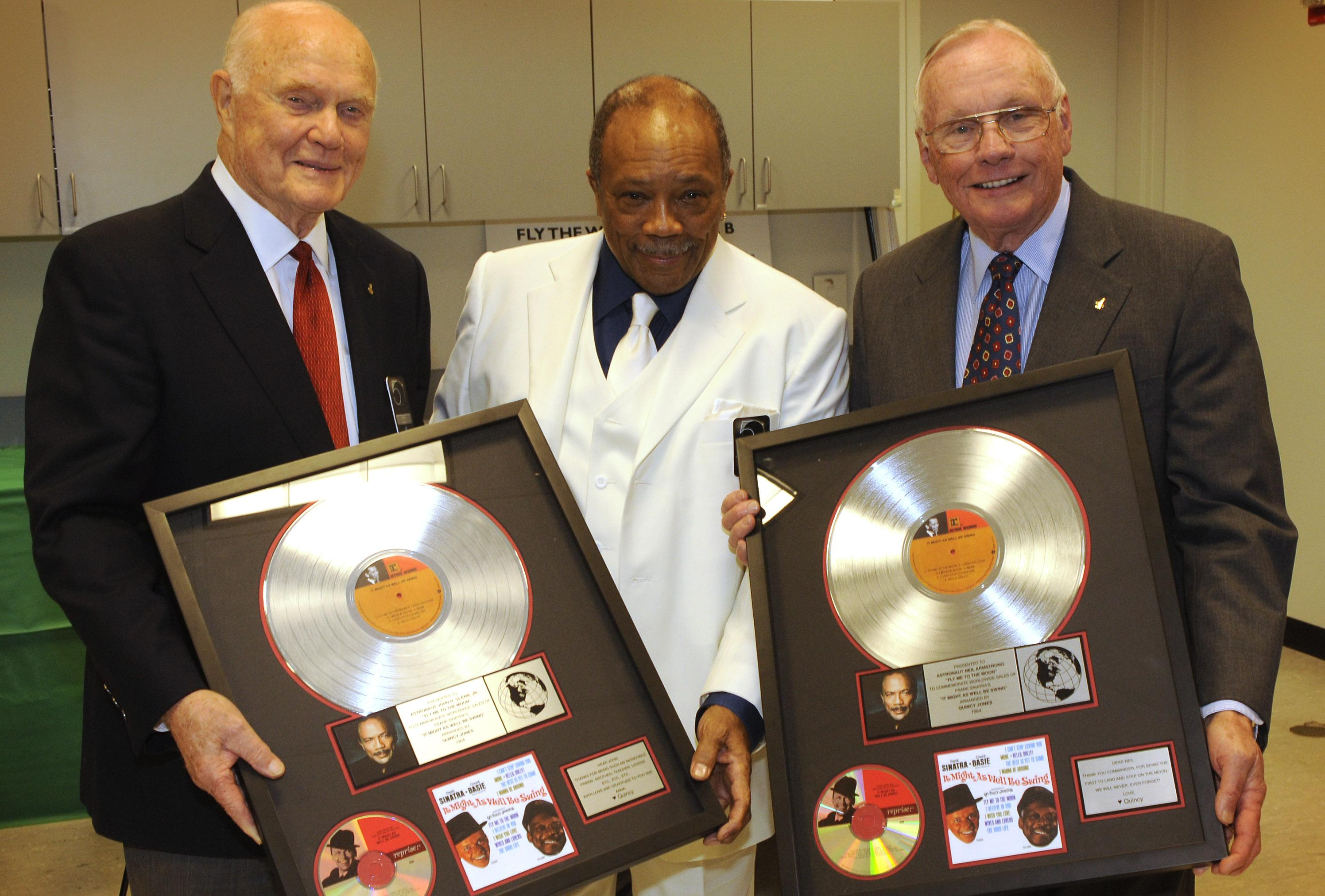
Disques de platine Fly Me to the Moon de Frank Sinatra, avec John Glenn, Quincy Jones, et Neil Armstrong, lors du gala des 50 ans de la NASA en 2008.

Frank Sinatra enregistre ce titre une première fois en 1964, en version swing-jazz, arrangé par Quincy Jones, avec le big band jazz de Count Basie, pour son album It Might as Well Be Swing (en). Cette version de Fly Me to the Moon devient alors un des titres emblématiques du Programme Apollo de la NASA pour l'exploration de la Lune. Les astronautes de la mission américaine Apollo 10 la diffuse pendant leur vol en orbite lunaire en 1969. Le titre est également diffusé par la radio et la télévision américaine durant l'alunissage du module lunaire Apollo d'Apollo 11, et des premiers pas historiques sur Lune de Neil Armstrong et Buzz Aldrin du 20 juillet 1969,,.

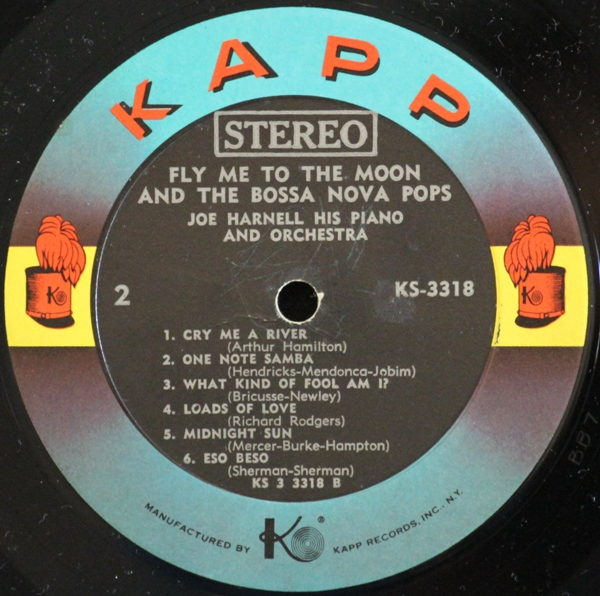

Ce standard de jazz est repris aux États-Unis par de nombreux interprètes, dont Oscar Peterson, Nat King Cole, Ella Fitzgerald, Judy Garland, Paul Gilbert, Diana Krall, Hikaru Utada, Wes Montgomery, Marvin Gaye, Paul Gilbert, Peggy Lee, Doris Day, Antônio Carlos Jobim, Tom Jones, Paul Anka, Andy Williams, LaVern Baker, Bobby Womack, Julie London, Annie Ross, Count Basie, Duke Ellington, Dinah Washington, Sarah Vaughan, Helen Merrill, Lyn Collins, Donna Hightower, Johnny Mathis, Tony Bennett, Al Hirt, Rod Stewart, Frank Sinatra Jr., Michael Bublé…

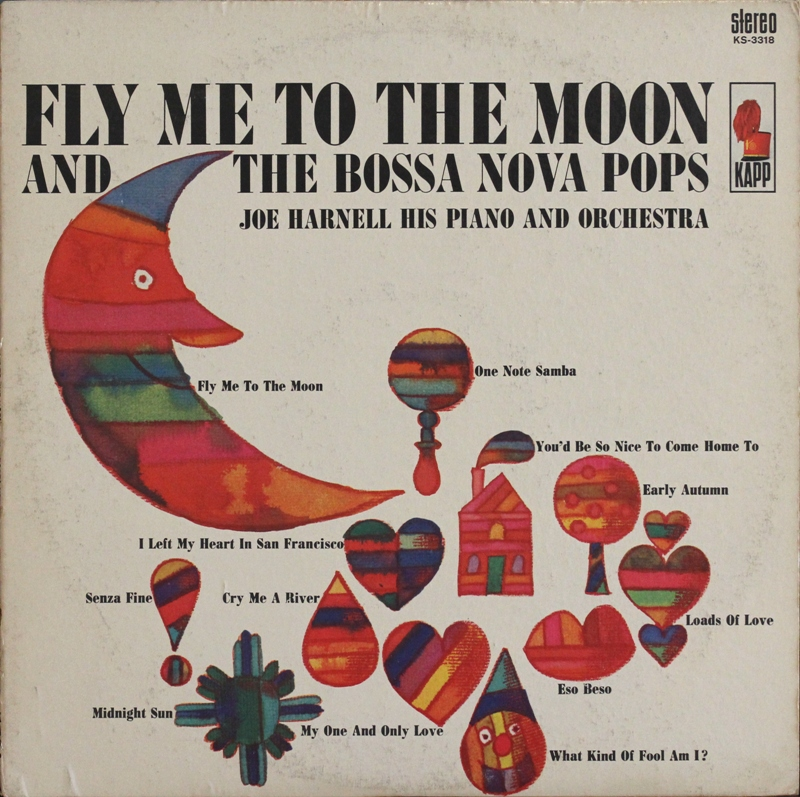

Elle est reprise en France par les chanteurs Dany Brillant (album Jazz… à La Nouvelle Orléans de 2004), Jean-Jacques de Launay, et Guy Marchand. Elle a été adaptée en français et interprétée par les Compagnons de la chanson (sous le titre En d'autres mots en 1964), par Nicoletta (sous le titre Il ne me restera rien en 1968), puis par Julien Clerc en duo avec Véronique Sanson (Volons vers la lune) sur l'album Studio de 2003. Au Québec, c'est Nicole Martin qui l'enregistre sur son album Cocktail Lounge en version bilingue (sous le titre En d'autres mots / Fly Me to the Moon) en 2012.
Au Japon, Hikaru Utada reprend la chanson en 2000 sur son single no 1 Wait & See ~Risk~ ; quatre versions remixées de cette reprise figurent sur un maxi-45 tours de la chanteuse qui sort la même année, intitulé Remix : Fly Me to the Moon. Sa reprise est aussi remixée en 2007 pour figurer sur la bande originale du film Evangelion: 1.0 You Are (Not) Alone, adapté de la série anime Evangelion à laquelle diverses reprises de cette chanson par des artistes japonais ont servi de générique de fin en 1995.

## Télévision, cinéma, musique de film
- 1987 : Wall Street, d'Oliver Stone, générique au début du film.
- 1991 : Ce cher intrus, de Lasse Hallström, thème musical du film, chanson préférée du protagoniste joué par Richard Dreyfuss.
- 1995 : Neon Genesis Evangelion, série de 26 épisodes d'anime japonais, avec 26 versions différentes de nombreux interprètes pour le génériques de fin (31 versions avec les longs-métrages de la franchise).
- 1995 : Apollo 13, de Ron Howard.
- 1998 : Deep Impact, de Mimi Leder.
- 2000 : Space Cowboys, de Clint Eastwood, à la fin du film.
- 2001 : Le Journal de Bridget Jones, de Sharon Maguire (version de Julie London).
- 2003 : Bye Bye Love, de Peyton Reed, lorsque les personnages interprétés par Renée Zellweger et Ewan McGregor se préparent pour leur grand rendez-vous, deux versions de Fly Me to the Moon sont utilisées pour montrer le contraste entre les deux visions des personnages. Pour elle, très amoureuse, c'est une version d'Astrud Gilberto, très douce et aérienne. Pour lui, c'est une version de Frank Sinatra, très entraînante, mais aussi arrogante, qui sert à démontrer qu'il est plus amoureux de lui-même que de quiconque (dixit le réalisateur Peyton Reed)[11].
- 2009 : Dogtooth, de Yorgos Lanthimos, apparait à la 58ème minute du film.
- 2009 : You’re Beautiful, interprétée dans l'épisode 13 par deux des acteurs principaux Jang Keun Suk et Park Shin Hye.
- 2017 : Salvation, épisode 13 de la saison 1.
- 2019 : Euphoria, épisode 2 de la saison 1 (version de Bobby Womack en 1968).
- 2021 : Squid Game, série dramatique de survie sud-coréenne, dans l'épisode 1.

## Spectacles
- 2004 : Romantique, spectacle de Franck Dubosc, musique du début du spectacle.

## Jeux vidéo
- 2009 : berceuse de Bayonetta, chanson reprise par Helena Noguerra dans la bande originale. Elle se décline sous une forme appelée "climax" où la chanson se dévoile sous un style beaucoup plus moderne.

## Quelques distinctions
- Great American Songbook
- 1999 : Songwriters Hall of Fame